# ワーズハウスへようこそ
『ワーズハウスへようこそ』は、日本テレビで2009年4月4日から2022年3月26日まで土曜20:54 - 21:00（JST）に放送されていたミニ番組。全642回。読売新聞の一社提供によるバラエティ番組で、正しい日本語の意味や語源をショートドラマ形式で取り上げる。

## 概要
当初は誤用の多い日本語の単語や言い回し（例：『憮然』＝×腹を立てる ○放心する 等）を取り上げ、正しい使い方を教える番組としてスタート。その後、外来語の誤用や和製英語なども取り上げるようになり、2020年現在は日本語の意味と語源の解説が主になっている。公式サイトでは、日本語クイズに挑戦できる。
放送時間は土曜20:54 - 21:00（JST）。なお、特別番組などによってずれる場合がある。また、ずれた事で放送時間が「3分」に縮小される事もある。また、毎年8月に放送される大型特別番組『24時間テレビ 「愛は地球を救う」』や、2013年から毎年7月に放送される大型音楽特別番組『THE MUSIC DAY』放送の時は休止される。
放送開始当初の登場人物は文蔵とことはの2人。文蔵役の児玉の病気療養のため、2011年5月7日放送分より、草刈演じるいろはが代わって登場した。児玉は2011年5月16日に死去し、同21日の放送ではおくやみの字幕が挿入された。当初は児玉の声だった番組冒頭のタイトルコールも同年6月11日放送分からは斉藤と草刈の2人の声に替わり、2014年4月5日からは長島が加わり3人になった。さらに2017年4月1日からは住田が加わり4人になっている。これを機にタイトルコールに文蔵を含めた5人のイラストが登場するようになった。
2020年5月10日から同年7月4日の間は「傑作選」を放送、文蔵も登場した。
2022年3月26日の放送を最後に終了、13年の歴史に幕。最終回には文蔵が帰宅する場面（声のみの登場）のサプライズで締め括った。

## 登場人物・出演者
レギュラー出演
字引 いろは（じびき いろは）
演 - 草刈民代
ことはの母、文蔵の娘。翻訳家で大学講師。
文蔵と同様、間違った日本語を聞くとくしゃみが止まらなくなる。
海外出張で家を空けた文蔵に代わり、2011年5月7日放送分より登場。
字引 ことは（じびき ことは）
演 - 斉藤光香
いろはの娘、文蔵の孫娘。出版社勤務。番組開始当初は中学生で、2011年3月19日放送分で公立高校に合格し、高校生になった。さらに2014年2月15日に公立大学を受験し、翌週の22日放送分で合格が明らかになった。ちなみに彼女の父親は海外で働いている。
文蔵と仲が良く、文蔵の書斎に入り浸っている。毎回、文蔵やいろはの前で間違った言い回しをしては正される。中学生時代はカエルグッズが好きで、クラスメイトと愛好会を結成するほどであった（進学後もコレクションは続けている様子）。高校では写真部へ入部。4月13日放送分で教師から部長に推薦されたが、引き受けたかどうかまでは明らかにされなかった。しかし10月5日放送分で部長を務めていることが明らかになった。大学ではアカペラサークルに所属。2017年3月11日放送分から就職活動に奔走する姿が描かれ、同年7月15日放送分で汐留出版という出版社への採用が決まった。2018年3月24日放送分で卒業式、続く31日の放送分で入社式を迎えて社会人となった。趣味としてYouTuberにも挑戦し、ことチャンネルという名前で配信を行っている。文蔵のことは「おじいちゃん」、いろはのことは「お母さん」と呼ぶ。
五十音 文之介（いそね ぶんのすけ）
演 - 長島暉実
いろはの甥、ことはの叔父である文彦の息子（ことはからみると「いとこ」にあたる）。中学生。当初は小学生だったが2017年3月18日放送分で卒業し、中学生になっている。 星に興味があり、中学では天文部に所属。五十音邸でも天体望遠鏡で星を見ることがある。
意味を知りたい（分からない）言葉を聞くとくしゃみが出るという癖がある。
2014年2月1日放送分で文彦とともに名前が登場。4月から五十音邸に居候することが判明。同年3月29日放送分で（後姿のみではあるが）初登場した。
五十音 かるた（いそね かるた）
演 - 住田萌乃
いろはの姪、文之介の妹（ことはからみると「いとこ」にあたる）。小学生。今まで海外で暮らしていたので英語が堪能。
意味を知りたい（分からない）言葉を聞くとくしゃみが出るという癖がある。
2017年3月18日放送分で声のみであるが登場した。2017年3月25日放送分では後ろ姿と声のみの出演で2017年4月1日放送分から本格的に登場。
小学校ではダンスクラブに所属。学校代表のメンバーとして担任教師に推され、全国大会に出場するほどの実力。
五十音 文蔵（いそね ぶんぞう）
演 - 児玉清
現代日本文学を専門とする、大学の名誉教授。67歳。
間違った日本語を聞くとくしゃみが止まらなくなる癖がある。
2011年5月7日放送分より、ドイツへ「語学留学中」という設定になっている。2017年4月1日放送分よりイラストではあるが番組冒頭のタイトルコールに登場している。
2018年2月24日放送分では、卒業旅行でドイツを訪れたことはと『再会』し、彼女が送ったメールの写真で仲良くビールを傾ける姿が(手のみではあるが)登場した。
2022年3月26日放送分（最終回）で帰宅、この時は声のみ（生前の音源を使用）の登場ではあったが、番組終了時点でも文蔵は存命であったことになる。
五十音 文彦（いそね ふみひこ）
演 - 博多華丸
文之介とかるたの父親で、いろはの弟（ことはからみると「おじ」にあたる）。2018年7月21日放送分で五十音邸への来訪という形での登場が示唆されたが、翌28日の放送分では「仕事（医師）の都合で行けなくなった」としてネット通話での登場になった。
不定期出演
レイラ
演 - レエ・エドモンズ
インターナショナル・スクールに通うことはの友人。
外来語や日本でしか通用しない和製英語などを取り上げる場合に不定期出演。ことはに負けず食いしん坊。
2013年4月6日放送分より登場。
ピザ屋店員
演 - 木下貴夫
五十音邸の近所に出来たピザ屋「ピザーじゃ」の店員。店の制服に身を包んでいるもののどう見ても老人で、レギュラーではないが幾度か登場している。
2011年9月24日放送回に初登場し、注文のピザを受け取ったことはを驚かせた。2012年1月12日放送回で新聞のちらしとして再登場。2号店の店長に就任したことが明らかとなった。しかし、2012年6月16日に再度出演した際には自ら配達をしていた（役職は不明）。
お隣りさん
演 - クールポコ
五十音邸の隣宅に暮らす住民（兄弟の設定）。
初登場は2014年12月27日放送分の「あうんの呼吸」の回で五十音邸で年末の餅つきをした、その後2015年1月3日放送分「へなちょこ」の回にも出演。同年10月31日放送分で文之助がハロウィンでご近所の各家庭から菓子を貰ってきた際に一つだけ餅があり、いろはがどこの家から貰ったのか聞いた時に餅をつく彼らの写真が登場した（この回は写真のみの出演）。同年12月26日放送分「ハイカラ」の回でも五十音邸の庭で餅をついている。

## スタッフ
- 監修者：篠崎晃一（東京女子大学教授）
- 構成：ヒロハラノブヒコ
- ディレクター：梅澤利之、荒木太司
- 演出：市野雅一
- プロデューサー：今井大輔、大森美孝
- 制作協力：AX-ON
- 製作著作：日本テレビ

## 関連商品

### 書籍
- ワーズハウスへようこそ ついつい間違えてしまう日本語」（2014年5月3日、金の星社）ISBN 978-4-323-07288-3
  - 番組内で登場した「誤用される日本語」を4コマ漫画形式でまとめたもの。